# Construction Time Again
Construction Time Again (с англ. — «Снова время строить») — третий студийный альбом британской группы Depeche Mode, вышедший 22 августа 1983 года на звукозаписывающем лейбле Mute Records. Это первый альбом с участием Алана Уайлдера.

## Об альбоме
Запись пластинки проходила весной и летом 1983 года в студии Garden в Лондоне, а процесс микширования прошёл в берлинской студии Hansa Mischraum. Новый член Depeche Mode Алан Уайлдер принял участие в написании двух треков — «Two Minute Warning» и «The Landscape Is Changing».
В Construction Time Again проявились существенные изменения в стиле Depeche Mode. Альбом имеет ярко выраженное индустриальное звучание, которое имеет место и в двух следующих студийных альбомах, Some Great Reward и Black Celebration. Также Construction Time Again отличается более глубоким лирическим содержанием песен. В отличие от предыдущих пластинок группы, в композициях этого альбома нашли своё отражение социальные и политические темы.
Альбом оформлен Мартином Аткинсом. Автором обложки является Брайан Гриффин. На обложке изображена гора Маттерхорн. Дополнительные иллюстрации сделаны Йеном Райтом.

## Список композиций
Релиз 1983 года
 Британский LP: Mute (каталожный номер: Stumm 13)
Слова и музыка всех песен — Мартин Гор, кроме указанных иначе.
Дэвид Гаан — главный вокалист всех песен, кроме «Pipeline», которая спета Мартином. «The Great Outdoors!» — инструментальная композиция.
| №                   | Название            | Длительность |
| ------------------- | ------------------- | ------------ |
| 1.                  | «Love, in Itself»   | 4:29         |
| 2.                  | «More Than a Party» | 4:45         |
| 3.                  | «Pipeline»          | 5:54         |
| 4.                  | «Everything Counts» | 4:19         |
| Общая длительность: | Общая длительность: | 19:27        |

| №                   | Название                    | Автор(ы)            | Длительность  |
| ------------------- | --------------------------- | ------------------- | ------------- |
| 5.                  | «Two Minute Warning»        | Алан Уайлдер        | 4:13          |
| 6.                  | «Shame»                     |                     | 3:51          |
| 7.                  | «The Landscape Is Changing» | Алан Уайлдер        | 4:49          |
| 8.                  | «Told You So»               |                     | 4:26          |
| 9.                  | «And Then...»               |                     | 5:39          |
| Общая длительность: | Общая длительность:         | Общая длительность: | 22:58 (42:25) |

 Британский CD: Mute (каталожный номер: CDSTUMM13)
| №                   | Название                      | Автор(ы)            | Длительность |
| ------------------- | ----------------------------- | ------------------- | ------------ |
| 1.                  | «Love, in Itself»             |                     | 4:29         |
| 2.                  | «More Than a Party»           |                     | 4:45         |
| 3.                  | «Pipeline»                    |                     | 5:54         |
| 4.                  | «Everything Counts»           |                     | 4:19         |
| 5.                  | «Two Minute Warning»          | Алан Уайлдер        | 4:13         |
| 6.                  | «Shame»                       |                     | 3:51         |
| 7.                  | «The Landscape Is Changing»   | Алан Уайлдер        | 4:49         |
| 8.                  | «Told You So»                 |                     | 4:26         |
| 9.                  | «And Then...»                 |                     | 4:35         |
| 10.                 | «Everything Counts (Reprise)» |                     | 1:05         |
| Общая длительность: | Общая длительность:           | Общая длительность: | 42:26        |

Американский и канадский CD: Sire / Mute (каталожный номер: 9 23900-2)
| №                   | Название                           | Автор(ы)            | Длительность |
| ------------------- | ---------------------------------- | ------------------- | ------------ |
| 1.                  | «Love, in Itself»                  |                     | 4:27         |
| 2.                  | «More Than a Party»                |                     | 4:30         |
| 3.                  | «Pipeline»                         |                     | 6:08         |
| 4.                  | «Everything Counts»                |                     | 4:24         |
| 5.                  | «Two Minute Warning»               | Алан Уайлдер        | 4:10         |
| 6.                  | «Shame»                            |                     | 3:50         |
| 7.                  | «The Landscape Is Changing»        | Алан Уайлдер        | 4:46         |
| 8.                  | «Told You So»                      |                     | 4:25         |
| 9.                  | «And Then...»                      |                     | 4:30         |
| 10.                 | «Everything Counts (Reprise)»      |                     | 1:01         |
| 11.                 | «Everything Counts (Long Version)» |                     | 7:23         |
| Общая длительность: | Общая длительность:                | Общая длительность: | 49:34        |

Переиздание (2007)
| №                   | Название                      | Автор(ы)            | Длительность |
| ------------------- | ----------------------------- | ------------------- | ------------ |
| 1.                  | «Love, in Itself»             |                     | 4:29         |
| 2.                  | «More Than a Party»           |                     | 4:46         |
| 3.                  | «Pipeline»                    |                     | 5:55         |
| 4.                  | «Everything Counts»           |                     | 4:21         |
| 5.                  | «Two Minute Warning»          | Алан Уайлдер        | 4:13         |
| 6.                  | «Shame»                       |                     | 3:52         |
| 7.                  | «The Landscape Is Changing»   | Алан Уайлдер        | 4:49         |
| 8.                  | «Told You So»                 |                     | 4:27         |
| 9.                  | «And Then...»                 |                     | 4:40         |
| 10.                 | «Everything Counts (Reprise)» |                     | 0:59         |
| Общая длительность: | Общая длительность:           | Общая длительность: | 42:31        |

| №                   | Название                                   | Автор(ы)                 | Длительность |
| ------------------- | ------------------------------------------ | ------------------------ | ------------ |
| 11.                 | «Get the Balance Right!»                   |                          | 3:17         |
| 12.                 | «The Great Outdoors!»                      | Мартин Гор, Алан Уайлдер | 5:04         |
| 13.                 | «Work Hard»                                | Мартин Гор, Алан Уайлдер | 4:24         |
| 14.                 | «Fools»                                    | Алан Уайлдер             | 4:17         |
| 15.                 | «Get the Balance Right!» (Combination Mix) |                          | 8:01         |
| 16.                 | «Everything Counts (In Larger Amounts)»    |                          | 7:22         |
| 17.                 | «Love, in Itself.4 (The Lounge Version)»   |                          | 4:40         |
| Общая длительность: | Общая длительность:                        | Общая длительность:      | 37:05        |

Фильм о процессе создания альбома
| №   | Название                                                                     | Длительность   |
| --- | ---------------------------------------------------------------------------- | -------------- |
| 18. | «Depeche Mode 83 (Teenagers, growing up, bad government and all that stuff)» | 38:56 (118:32) |

## Позиции в чартах и сертификации
| Чарт (1983)              | Высшая позиция |
| ------------------------ | -------------- |
| Франция                  | 16             |
| Германия                 | 7              |
| Нидерланды               | 34             |
| Швеция                   | 12             |
| Швейцария                | 21             |
| Великобритания           | 6              |
| США Billboard Pop Albums | 201            |

| Страна               | Сертификация | Продажи  |
| -------------------- | ------------ | -------- |
| Германия (BVMI)      | Золотая      | 250 000+ |
| Великобритания (BPI) | Золотая      | 100 000+ |

## Участники записи
Depeche Mode
- Дэйв Гаан — вокал, семплер
- Мартин Гор — клавишные, гитара, мелодика в «Everything Counts», бэк-вокал, музыка/слова, вокал в «Pipeline», другой вокал в «Everything Counts» и «Shame»
- Алан Уайлдер — клавишные, семплер, пианино в «Love, in Itself», маримба в «Everything Counts», программирование, бэк-вокал, музыка/слова, драм-машина
- Эндрю Флетчер — клавишные, бэк-вокал, шалмей в «Everything Counts»

Технический персонал
- Продюсеры: Дэниел Миллер и Depeche Mode
- Инженер: Гарет Джонс
- Фото: Брайан Гриффин
- Дизайн: Мартин Аткинс
- Иллюстрации: Йен Райт